# Ingrid Carlgren
Ingrid Carlgren, född 1948, är professor emerita i pedagogik vid Stockholms universitet med inriktning mot kunskapskulturer och läroplansteori. Hon var den sista rektorn för Lärarhögskolan i Stockholm.
Ingrid Carlgren har en grundutbildning i psykologi från Göteborgs universitet där hon också avlade doktorsexamen i pedagogik 1987. Hon har haft anställningar vid flera lärosäten, bland andra Uppsala universitet, Göteborgs universitet och Linköpings universitet. Under åren 1999-2008 var hon verksam vid Lärarhögskolan i Stockholm och har fortsatt sin professur på Stockholms universitet då Lärarhögskolan integrerades i universitetet 2008. Hon promoverades till hedersdoktor vid fakulteten för lärarutbildning vid Umeå universitet 2008.
Ingrid Carlgren är tillskyndare av läraranknuten grundforskning. Hon var med och utredde den nya lärarutbildningen och har också suttit med i Vetenskapsrådets utbildningsvetenskapliga kommitté.
Hon är också ledamot av Lärarförbundets vetenskapliga råd, vars uppgift är att stödja forskning inom läraryrkets område.
Ingrid Carlgren är den första kvinnan som varit rektor i Lärarhögskolans 50-åriga historia. Hennes rektorstjänst varade från 2006-2008.